# Romuald Chojnacki
Romuald Chojnacki (* 6. únor 1950 Čenstochová) byl polský fotbalista, záložník.

## Fotbalová kariéra
V polské nejvyšší soutěži hrál za Polonii Bytom, Ruch Chorzów a Lech Poznań, nastoupil ve 317 ligových utkáních a dal 57 gólů. S Ruchem Chorzów získal v roce 1975 mistrovský titul. Kariéru končil ve francouzských nižších soutěžích v týmech AS Angoulême a AS Cherbourg. V Poháru mistrů evropských zemí nastoupil v 10 utkáních a dal 1 gól a v Poháru UEFA nastoupil ve 2 utkáních. Za reprezentaci Polska nastoupil v roce 1974 ve 2 utkáních.

## Ligová bilance
| Ročník                | Zápasy | Góly | Klub          |
| --------------------- | ------ | ---- | ------------- |
| Ekstraklasa 1968/1969 | 8      | 0    | Polonia Bytom |
| Ekstraklasa 1969/1970 | 21     | 6    | Polonia Bytom |
| Ekstraklasa 1970/1971 | 14     | 1    | Polonia Bytom |
| Ekstraklasa 1971/1972 | 10     | 2    | Polonia Bytom |
| Ekstraklasa 1972/1973 | 25     | 3    | Polonia Bytom |
| Ekstraklasa 1973/1974 | 25     | 2    | Polonia Bytom |
| Ekstraklasa 1974/1975 | 30     | 6    | Ruch Chorzów  |
| Ekstraklasa 1975/1976 | 27     | 6    | Ruch Chorzów  |
| Ekstraklasa 1976/1977 | 30     | 8    | Lech Poznań   |
| Ekstraklasa 1977/1978 | 29     | 5    | Lech Poznań   |
| Ekstraklasa 1978/1979 | 30     | 4    | Lech Poznań   |
| Ekstraklasa 1979/1980 | 30     | 10   | Lech Poznań   |
| Ekstraklasa 1980/1981 | 30     | 4    | Lech Poznań   |
| Ligue 2 1981/1982     | 30     | 4    | AS Angoulême  |
| CELKEM Ekstraklasa    | 317    | 57   |               |